# حافظه دیداری

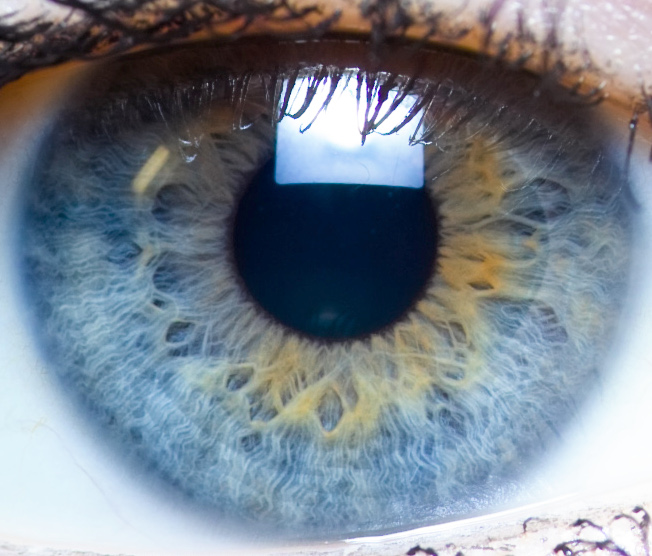
نمای نزدیک از چشم انسان، اندام اصلی حس بینایی

حافظه دیداری یا حافظه بصری (به انگلیسی:Visual memory) رابطه بین پردازش ادراکی و رمزگردانی، ذخیره و بازیابی بازنمایی‌های عصبی حاصل را توصیف می‌کند. حافظه بصری در بازه زمانی وسیعی از حرکات چشم گرفته تا سالها به منظور پیمایش بصری به مکانی که قبلاً بازدید کرده‌اید رخ می‌دهد. حافظه دیداری شکلی از حافظه است که برخی از ویژگی‌های حواس ما را در رابطه با تجربه بصری حفظ می‌کند. انسان‌ها قادر هستند اطلاعات بصری را در حافظه خود حفظ کنند که شباهت زیادی با اشیا، مکان‌ها، حیوانات یا افراد را به صورت یک تصویر ذهنی دارند. تجربه حافظه بصری به عنوان تصویر ذهنی نیز شناخته می‌شود که از طریق آن می‌توانیم تصویر ذهنی اشیاء، مکان‌ها، حیوانات یا افراد اصلی را از حافظه خود بازیابی کنیم. حافظه دیداری یکی از چندین سیستم شناختی است که همگی بخش‌های به هم پیوسته‌ای هستند که با هم ترکیب می‌شوند و حافظه انسان را تشکیل می‌دهند. انواع پالینوپسیا، تداوم یا عود تصویر بصری پس از حذف انگیزه، نتیجه‌ای از اختلال در عملکرد حافظه دیداری می‌باشد.